# 活約翰
活約翰，JP（1877年11月17日—1953年9月24日），又譯作活約翰羅、活翰羅，英國派駐香港的殖民地官員、法官，1925年至1934年擔任最高法院副按察司，期間多次署任正按察司一職。
活約翰於1899年以官學生身份加入香港政府，歷任新界田土廳經歷、田土法庭成員、巡理府等職務。田土法庭成員任內，他奉命完成新界田地勘察，確定新界土地之業權。
巡理府任內，活約翰曾參與審理多宗重大案件，部份更為引渡案，包括1913年鍾秀南案以及1914年洪兆麟案。署理副按察司期間，他於1922年被任命為瑞安輪劫案調查委員會主席，負責就事件展開調查和檢視相關法例是否有效。
擔任副按察司期間，他曾於1927年裁定泥水工人公會廣義堂因其中一條會章違反香港法律，因而被宣告為非法組織。1931年，他審理鍾談光海盜案，案件上達至英國樞密院司法委員會後，引起委員會內辯論。此外，活約翰曾於1932年審理曾大佳被殺案以及馮德謙被殺案兩宗轟動一時的謀殺案件。活約翰於1934年退休後，獲英國政府委任為牛津郡伊夫利太平紳士，又被任命為牛津郡四季法院副院長，至1953年於倫敦去世，終年75歲。

## 生平

### 早年生涯
活約翰1877年11月17日出生於倫敦伊斯靈頓，父親同樣名叫約翰·羅斯克魯格·伍德（John Roskruge Wood），是一位英國獨立教會（Nonconformist）牧師；而母親名叫弗朗西絲·安·雷恩（Frances Ann Wren）。活約翰是為家中長子，另有兩位弟弟，分別是神學家赫伯特·喬治·伍德（Herbert George Wood，1879年－1963年）和教育家羅伯特·斯坦福·伍德爵士（Sir Robert Stanford Wood ，1886年－1963年）。活約翰早年就學於倫敦城市學校（City of London School），後來於1896年憑獎學金負笈劍橋大學耶穌學院，1899年以古典學一級榮譽畢業，獲文學士資格；1913年按慣例獲授文學碩士資格。

### 殖民地生涯
大學畢業後，活約翰於1899年應徵成為香港政府官學生。加入港府翌年，他被任命為新界田土法庭經歷，協助登記新界土地。任內，他於1902年5月至8月署任巡理府一職，並於同年通過官學生評核，包括客家話及廣東話考試:343。1904年，他被港府委任為田土法庭成員，並與另外兩位官學生金文泰和馬斯德到新界完成田地勘察，從而劃定地區和土地邊界，以稽查土地業權申報，至翌年轉調新界田土廳新界南約助理田土官，負責安置新界土地，同時成為收稅官:248。 同年，活約翰被調至總登記署署任助理總登記官一職，之後於翌年被港府委任為寮屋委員會委員。1908年，活約翰署任副巡理府一職，之後調任最高法院副經歷司兼評核官。

### 巡理府生涯
活約翰於1909年擔任副巡理府一職，任內曾多次署任總巡理府一職。在副巡理府任內，他曾於1911年署任教育司以及兼任香港漢文初等教育委員會主席等職位。

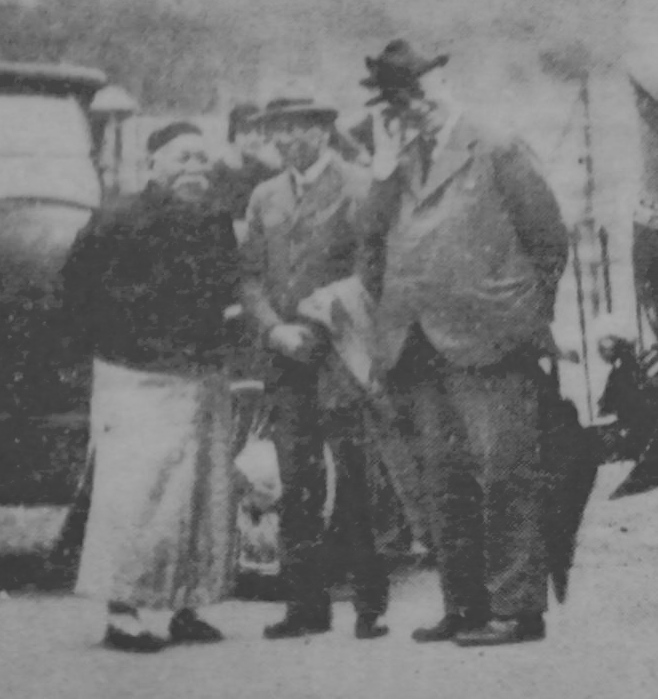
議政局議員周壽臣（左）、副按察司活約翰（中）、首席按察司歌倫爵士（Sir Henry Gollan）（右）

副巡理府任內，活約翰亦審理過多宗涉及引渡的案件，當中包括1913年的鍾秀南案和1914年的洪兆麟案。1913年，時任廣東財政廳廳長鍾秀南奉命籌款25萬元匯往南京給孫中山作經費，但籌措多日只籌得15萬元，於是他將款項匯至香港。惟廣州稍後被龍濟光的桂軍所控制，鍾秀南遂走到香港截回匯款，但他其時已被列為通緝犯。龍濟光以香港法例《華人引渡條例》來控告鍾秀南鍾秀南吞侵公款逃來香港，要求港府引渡歸案，同時又循民事訴訟，凍結鍾秀南的銀行存款。案件移交至中央巡理府審理，活約翰根據《華人引渡條例》中第六條及「附表」宣判鍾秀南有罪，需要遞解至廣州。另外，活約翰根據「附表」第六條「侵佔或偷盜財物」，認為鍾秀南罪名成立。鍾秀南代表律師向最高法院申請人身保護令，指活約翰判決錯誤，提出上訴。 此外，部分香港知識分子認為龍濟光於廣州橫行霸道，但活約翰判鍾秀南有罪，是偏袒龍濟光、助紂為虐，故對他的裁決表示不滿。活約翰根據法例，將案件移交至最高法院覆判，又將案情向港督梅含理爵士報告。他在報告中表示條例有許多特別的條件，例如不能引渡政治犯、以及總督有權決定是否執行引渡。案件之後於最高法院審理，最終最高法院裁定龍濟光勝訴，但龍濟光沒有請求立即引渡鍾秀南，港府便釋放鍾秀南。
而於同年，洪兆麟奉孫中山之命於惠州發動武裝起義，但而失敗告終，1914年負傷逃至香港。不過，當洪兆麟正準備乘船赴日本與孫中山匯合時，香港警察突然拘捕洪兆麟，緣由是龍濟光向港府通報洪兆麟於惠州的三多祝打劫一間糧油雜貨舖「裕泰號」，而且殺死了該店的廚師鄧榕，因此要求港府引渡他回廣州。活約翰奉港府之命發出拘捕令，將洪兆麟拘捕，並開庭研訊。案件於巡理府署審理，龍濟光所糾集的證人出庭指證洪兆麟犯劫殺罪，但被辯方律師質疑龍濟光偽造證據，從而捏造罪名。活約翰應辯方所請，將案押後再審，並請求警方派人去三多祝地方作實地調查，最後發現龍濟光的證據是為真確。活約翰判刑時表示，在法理上，香港警方的證供應是不可懷疑的；但他亦認為龍濟光可能在警方的調查前已有所安排，偽造證供，因而為證據可信性添加變數。因此，活約翰裁定洪兆麟罪名成立，但他亦依照重刑事案審理程序將案件轉交至最高法院審理。洪兆麟不服活約翰判決，於是向最高法院申請人身保護狀。最高法院於1915年11月16日開庭審案，審訊歷時1個多月，至同年12月24日宣佈洪兆麟無罪。

#### 瑞安輪劫案
1919年，活約翰卸下了副巡理府的工作，負笈林肯律師學院修讀法律，之後更獲得律師資格。1920年，活約翰升任總巡理府，並於1920年至1922年期間多次署理副按察司職務。他任內曾主審各式各樣的大小訴訟，案件多涉及偷渡、錢財糾紛、運送違禁品等輕微罪行。不過，他處理過最著名的案件，要算他於1922年處理瑞安輪劫案。1922年11月19日，瑞安輪於澳門前往香港途中遭到約60名的海盜襲擊，2名印度警衛死亡，船長、另外2名警衛以及2名乘客受傷。海盜將瑞安號劫持到大亞灣水域後逃逸。港府隨後設立一個調查委員會，以活約翰主席，另以庫務司馬斯德、船政司貝韋思（Charles William Beckwith）等人為委員，負責就事件展開調查和檢視現行法例是否有效，並提出建議。活約翰亦指出委員會應著重於海盜案當時的情形和船員有否遵守相關案例。委員會盤問了多位證人，包括船上印裔護衛、多名警察；以及徵詢相關官員的意見。最後，委員會撰寫了一份報告書，認為船員和護衛配備的武器不足和船員未有跟從指引是案件主因:10，建議廢除原有指引、以一個新指引取代之；所有指引應旨在防止海盜攻擊船上所有重要部件；又建議各部門之間應有更多的協調，甚至提出港府應與澳門和廣東合作，共同遏止海盜:12-15。

### 副按察司生涯

#### 廣義堂案

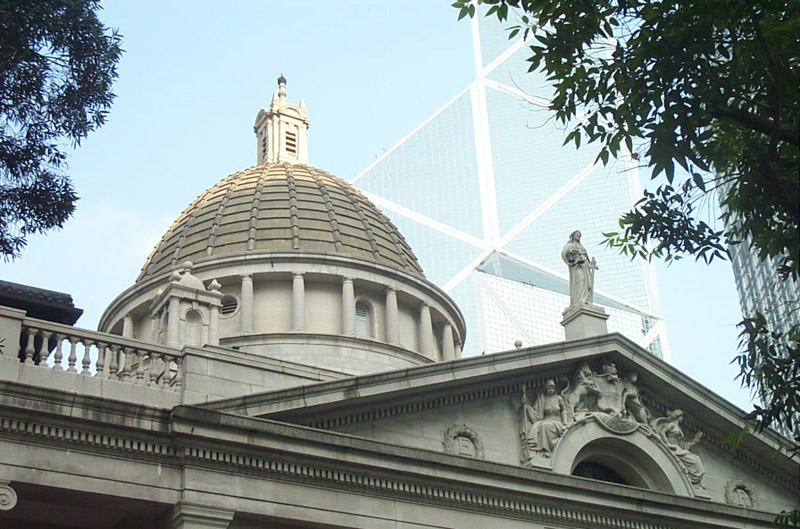
活約翰於1925年陞任副按察司，至1934年退休為止。

活約翰於1925年升任副按察司，並於1927年和1930年兩度署理正按察司。
活約翰署理正按察司期間，曾於1927年審理一件關於工會的案件。工會「坭水工業行廣義堂」控告6名會員拖欠會費，活約翰卻指廣義堂第六條會章「不許會員接造個別會員未經完工而發生爭執之工程」對貿易的限制超出合理水平，違反普通法原則，遂定其為非法組織。後來廣義堂提出上訴，活約翰遂與署理副按察司昃士（Philip Jacks）組成上訴庭審訊。活約翰聽取雙方陳詞後，認為該會章剝削了公會會員選擇承建工程的權利，又認為該會章明顯有「貿易限制」的意味。此外，會章並沒有考慮到業主拒絕法律法律途徑來解決工程上爭端的可能性，變相令業主受制於承包商。基於以上原因，他認為該會章對公眾利益有害以及違反普通法中自由貿易的原則。故維持原判，對上訴予以駁回。

#### 鍾談光海盜案
活約翰於1931年曾審理鍾談光海盜案，該案曾引起英國樞密院司法委員會辯論。該案發生於1931年1月4日，有一艘中國貨船恆生輪在汕頭對開附近海面航行來港，途中發現有兩艘汽艇追來，汽艇上有船員鳴槍喝令貨船停駛，貨船船主立即呼號求救。之後，英船蘇州輪將兩艘汽艇截停。英國軍隊下船搜查，但發現汽艇內並無軍火或槍械。英軍於是將兩艇扣押及拘捕艇上以鍾談光為首共12人，並將他們押送至香港，控以海盜罪名。案件於巡理府署審理，時任巡理府連些路（Roger Lindsell）以重刑事罪案為由將案件轉交至最高法院審訊，活約翰是為此案主審。陪審團之後退庭商議，一致認為被告海盜罪名成立，活約翰應辯方所求延期宣判。之後，辯方向合議庭提出上訴，活約翰遂與署任副按察司連些路展開合議庭研訊，於3月23日開庭。活約翰根據案情和雙方陳詞，判斷12名被告的確只屬嫌疑，因為「汽艇船員鳴槍喝令停航」只是貨船船主片面之詞，而且被告亦配合英軍，並無拒捕動機。這些證據顯示他們並無犯海盜罪，因此撤銷原判，12名被告悉數當庭釋放。活約翰判案後，案件檔案送到英國，由樞密院司法委員會於1933年研討活約翰的判例，復於1934年由身兼司法委員會成員的時任英國大法官桑基子爵（Viscount Sankey）為首的五名資深法官正式開庭研究。經司法委員會辯論多日，最後司法委員會一致裁定不必有盜劫行為之表面證據，海盜罪亦可成立，並裁定今後凡海盜案件，不能引活約翰此案為案例。

#### 曾大佳被殺案
活約翰任內亦審理數宗轟動一時的謀殺案。1932年2月18日，居於筲箕灣大街西（即筲箕灣道）273號的曾獻庭之子曾大佳（21歲，又名曾瘦佳）被謀殺斃命。警方拘捕張民（又作張文）、張耀華、張子新（又作張治生）、張壽富，並控告四人謀殺罪。另外，張壽富因勒索曾大佳家人而被加控勒索罪。案件首先於中央巡理府審理，之後於同年5月移交至最高法院審理，由活約翰主審。活約翰根據人證物證，包括口供、呈上的筆跡報告、驗傷報告、以及陪審團商議結果，以第一被告聯同第三被告以及第四被告殺害曾大佳，並勒索曾大佳家人，裁定三名被告謀殺罪罪成，並當庭判張民環首死刑。但辯方律師以第三被告以及第四被告之案情有條文上問題需要斟酌，活約翰遂批准其所請，並押後宣判兩人罪名。同年5月24日，最高法院續審案件，經陪審團商議後，活約翰裁定第二被告張耀華謀殺罪名不成立，但勒索罪成立，判處終身監禁。之後他與正按察司金培源爵士聽取辯方理據，但最終維持判決，判處第三被告張子新以及第四被告張壽富環首死刑，由於張壽富早前亦涉及雷叔衡暗殺案，故活約翰撤銷其意圖暗殺罪。辯方律師擬向樞密院司法委員會提出上訴，因而提出延遲判罪的請求，但遭活約翰拒絕。死刑最終於同年7月20日執行。

#### 馮德謙被殺案
1932年3月24日，音樂教育家黎錦暉之女、歌舞女郎黎明暉之密友馮德謙於跑馬地奕蔭街街口被兇徒槍殺，事後警方拘捕黎明暉前男友鄭國有。案件最初於中央巡理府審理，經33次審訊後，被轉移至高等法院審理，經過陪審團商議後，鄭國有被判有罪。後來，鄭國有代表律師提出上訴。於是各法官和雙方律師共同研究法例和案情，之後更於同年9月展開上訴庭，由活約翰負責審理。鄭國有代表律師批評活約翰沒有將案情詳細告知陪審團，令陪審團的判決過於簡單。但是，活約翰基於雙方陳詞以及案例，認為鄭國有蓄意謀殺馮德謙，而陪審團的審理亦實屬合理；而且正按察司的判詞亦同出一轍，故維持原判。鄭國有謀殺罪成，被判繯首死刑。但鄭國有表示將會向英國樞密院司法委員會上訴，死刑因而延期執行。鄭國有後來被加控欠三間公司總共3,000元，案件亦由活約翰審理。樞密院於1932年12月駁回鄭國有上訴申請。經定例議政兩局商討、以及各界請赦，翌年1月19日議政局改判鄭國有終身監禁。

#### 其他公務
除了本地司法工作，活約翰也擔任其他公職以及涉足其他地方的司法工作，當中包括兼任香港大學校董。當馬來聯邦首席法官甘弼仕爵士於1929年退休時，社會上有傳聞指活約翰將會接任此職。此外，他於1933年前往上海，兼任英國在華最高法院上訴庭法官。

### 晚年生活
活約翰於1934年辭去副按察司一職，退休歸國。臨別前，一眾華人士紳為活約翰餞別，更為他撰寫一首詩歌，以讚揚其殖民地生涯之功績。此外，法律界亦於他最後一次開庭時向他表達敬意。退休以後，活約翰退居於牛津郡伊夫利，但仍然十分熱心於公共事務，他被英國政府任命為當地的太平紳士，又被任命為牛津郡四季法院副院長。活約翰後來遷居至倫敦漢普斯特德，至1953年9月24日病逝，終年75歲。他的喪禮隨後在9月26日於倫敦格德斯綠地舉行。活約翰身後，時任律政司賴德遐（Arthur Ridehalgh）、署理正按察司顧德和（Trevor Gould，後為爵士）等人均對其逝世致以軫悼。

## 個人生活
活約翰1921年10月12日於香港聖約翰座堂迎娶格拉迪斯·弗朗西斯·肯伯（Gladys Frances Kember）為妻，兩人育有一子，名為約翰·肯伯·伍德爵士（Sir John Kember Wood，1922年－2017年），後來成為大律師和英國高等法院法官。活約翰夫人積極參與公共事務，曾經擔任梅夫人婦女會會長。活約翰喜愛運動，曾擔任公務員板球會會長和香港基督教青年會網球會會長。此外，他曾與其他官學生組成「官學生隊」參與香港賽艇賽。

## 以他命名的地方
- 活道：位於灣仔[68]。